# 클라라 이머바르
클라라 헬레네 이머바르(독일어: Clara Helene Immerwahr, 독일어 발음: [klaːʁa heˈleːnə ˈʔɪmɐvaːɐ̯], 1870년 6월 21일~1915년 5월 2일)는 공중 질소를 이용한 화학비료 제조법을 개발한 프리츠 하버의 첫번째 아내이다. 그녀의 남편은 공로를 인정받아 1918년에 노벨 화학상을 받았다.
그녀는 유대계 독일인이며, 당대에 여성의 대학교육이 금지되었던 독일사회의 분위기 속에서 1900년 여성 최초로 물리 화학 박사학위를 받아 화제가 되었다.

## 생애

### 유년기
당시 브레슬라우 근처의 폴켄도르프 농장에서 태어났다. 유대인 부부인 화학자 필리프 이머바르와 아나(혼전 성씨: 크론·Krohn) 부부의 막내 딸로 태어났고, 언니 엘리(Elli), 로제(Rose) 와 오빠 폴(Paul)와 함께 농장에서 자랐다. 어머니는 1890년에 암으로 사망했다. 엘리와 그녀의 남편 지크프리트가 농장에 머물도록 하고 클라라는 아버지와 함께 브레슬라우로 이사했다.

### 여성 최초의 박사학위
어려서부터 과학과 화학에 관심이 많았지만 당대의 독일 사회적 분위기는 여성의 대학교육이 금지되어 있었다. 처음에는 브로츠와프 대학교으로부터 여성이란 이유만으로 입학을 거부당했으나 1895년에 청강생 자격이 주어져 수강을 하였다.
8학기(남성 박사 과정 지원자의 경우 2학기 이상)를 공부한 후 1900년 리하르트 빌헬름 하인리히 아베크 밑에서 화학 박사 학위와 박사 학위를 받았다. 그녀는 당시 최초의 여성 박사로, 브로츠와프 대학교에서 마그나 쿰라우데의 성적으로 졸업했다. 그녀의 논문 발표는 대학 본관에서 열렸고 "우리의 첫 여성 박사"를 보고 싶어하는 많은 젊은 여성들이 참석했다. 학위를 취득한 지 몇 달 후, 그녀는 "가정에서의 화학 및 물리학"이라는 제목의 공개 강연을 했다. 졸업후 대학이나 화학 관련 산업체에서 근무하고자 했으나 뜻을 이루지는 못했다.

### 결혼과 자살
이머바르는 1897년 기독교로 개종 후 1901년 8월에 프리츠 하버와 결혼한다. 결혼 후에는 사회적 분위기 때문에 연구를 그만두고서 하버의 논문을 영어로 번역하는 일을 조금씩 돕는다. 1902년 6월 1일에는 첫째 아들 헤르만 하버를 낳는다.
제1차 세계 대전이 발발한 다음해인 1915년 5월 2일, 이머바르는 하버와 말다툼을 한 뒤 마당으로 나가 남편 하버의 권총을 사용하여 자살했다. 아들인 헤르만은 이 총소리를 듣고 마당으로 나갔을 때 아직 숨이 붙어있는 어머니를 발견했다고 증언하였다.
클라라가 자살한 이유에 대해서는 아직까지도 여러 가지 의견이 분분하다. 하버가 대량살상무기 개발에 적극적으로 참여하여 개발한 염소 가스가 제2차 이프르 전투에 투입되어 수만명의 사상자를 낳은 것이 직접적인 자살 원인이라는 것이 중론이다. 그러나 결혼 자체가 클라라에게 크나큰 스트레스를 주었다는 증거에서 이러한 사실도 충분히 다루어질 필요성이 제기되고 있다. 이 분석에서 여성주의와 평화주의자들에 의한 주장에 입각하는 충분한 자료가 더 필요하다는 의견이 있었다. 그러나 이러한 연구논문에서 조차 클라라가 자살한 바로 그날이 독일측의 염소가스로 인한 공격의 충격적인 사실 즉 연합군측의 대량 인명 살상의 끔찍한 상황에서의 독가스살포의 성과에 대한 자축의 날이었음을 지적하고 있다.
하버는 아내가 자살한 다음 날 동부 전선에 가스전을 지휘했다. 클라라는 처음에 베를린 달렘에 묻혔다가 이후 하버의 유언에 따라 바젤에 있는 남편의 유해 곁에 이장되어 묻힌다.

## 같이 보기
- 프리츠 하버